# Ногайчинский курган
Ногайчинский курган — сарматский курган I века до н. э. в Крыму.

## Местонахождение кургана
Курган находится вблизи села Червоное (Ногайли-Ахмат) Нижнегорского района Крыма.

## История исследования
Курган раскопал в 1974 году А. А. Щепинский. Это было погребение до курганов эпохи бронзы. Впоследствии исследованию артефактов из погребения уделил внимание О. Симоненко. Погребальный комплекс он связал с аланами, которые принесли в степи над Чёрным морем «бирюзово-золотистый» стиль и датировал находки первой половиной II ст. н. э. Тридцать лет после открытия захоронения крымские исследователи Ю. Зайцев и В. Мордвинцева опираясь на краснолаковый унгвентарий, серолощёный горшок, гривну с плоской обратной стороной, предложили другую дату Ногайчинского захоронения: нач. — первая пол. I ст. до н. э. Подобную дату имеет захоронение вблизи хутора Песчаный в Прикубанье поскольку оно похоже на Ногайчинское по обряду и комплексу вещей.

## Описание кургана и захоронения

### Характеристика насыпи
Курган высотой около 7 м и диаметром 46 м. Контуры погребального сооружения проследить не удалось.

### Описание захоронения и находок
Аскольдом Щепинским был найден деревянный сундук 1,92 х 0,85 × 0,15 м с остатками краски на ней. По углам могилы сохранились небольшие круглые углубления, вероятно для столбов. Сундук был ориентирован с северо-запада на юго-восток. В нём вытянуто на спине головой на северо-запад была положена женщина в возрасте — 35—44 лет. На шее она имела золотую гривну, у висков лежали серьги, на лбу диадема, на запястьях и лодыжках — браслеты. В области шеи — брошь.
С правой стороны от покойницы на уровне берцовой кости лежала деревянная шкатулка. В шкатулке были найдены: туалетные флаконы, фибулы, медальон, кольцо, подвески в виде львиных голов, амулет. Возле шкатулки стояли алебастровые сосуд, тарелка и краснонолаковая чаша. Возле правого плеча расположились кувшин, бальзамарий и зеркало. В области грудной клетки собраны ожерелья и золотые бляшки. Кисти рук находились в серебряных чашах. Над скелетом выше него на 0,1 — 0,15 м по всему периметру лежали золотые пластинки.

## Интерпретации
А. Симоненко связывал захоронения с аланами, которые принесли в эти края «бирюзово-золотистый» звериный стиль. Ю. Зайцев и В. Мордвинцева разделяют украшения на несколько категорий: украшения «восточного типа» (гривна), античные украшения (серьги, колье, флаконы, подвески), уборы типа греко-варварских памятников Прикубанья (спиральные ножные браслеты, кулон с халцедоном, брошь, украшения птоломеевского Египта (кольца). К уникальным находкам можно отнести фибула в виде дельфина, сделанная из золота, бронзы и горного хрусталя. Вероятно, что вкусы женщины сформировались в эллинистическом мире, а захоронение осуществлено в соответствии с местными традициями. Текст Аппиана «Митридатовы войны» позволяет связать захоронения с Митридатом Евпатором, а похороненную в нём женщину считать его дочерью. По Аппиану царь Понта Митридат устанавливал союзы с правителями Причерноморских земель и с 65 года до н. э. начал выдавать за них своих дочерей. В 64 году до н. э. брак оказался удачным и Митридат двинулся дальше через Фракию в Македонию, затем в Пеонюю и Италию через Альпийские горы. Находясь в путешествии он отправлял подарки (украшения и деньги) в Северное Причерноморье. Их соотносят с украшениями, которые были найдены в Ногайчинском кургане. Таким образом датируют погребение нач. — 50—40 годы до н. э., ведь брачный возраст составлял 18—25 лет, а возраст погребённого составил 39—41 год.